# Centraltorget, Tammerfors

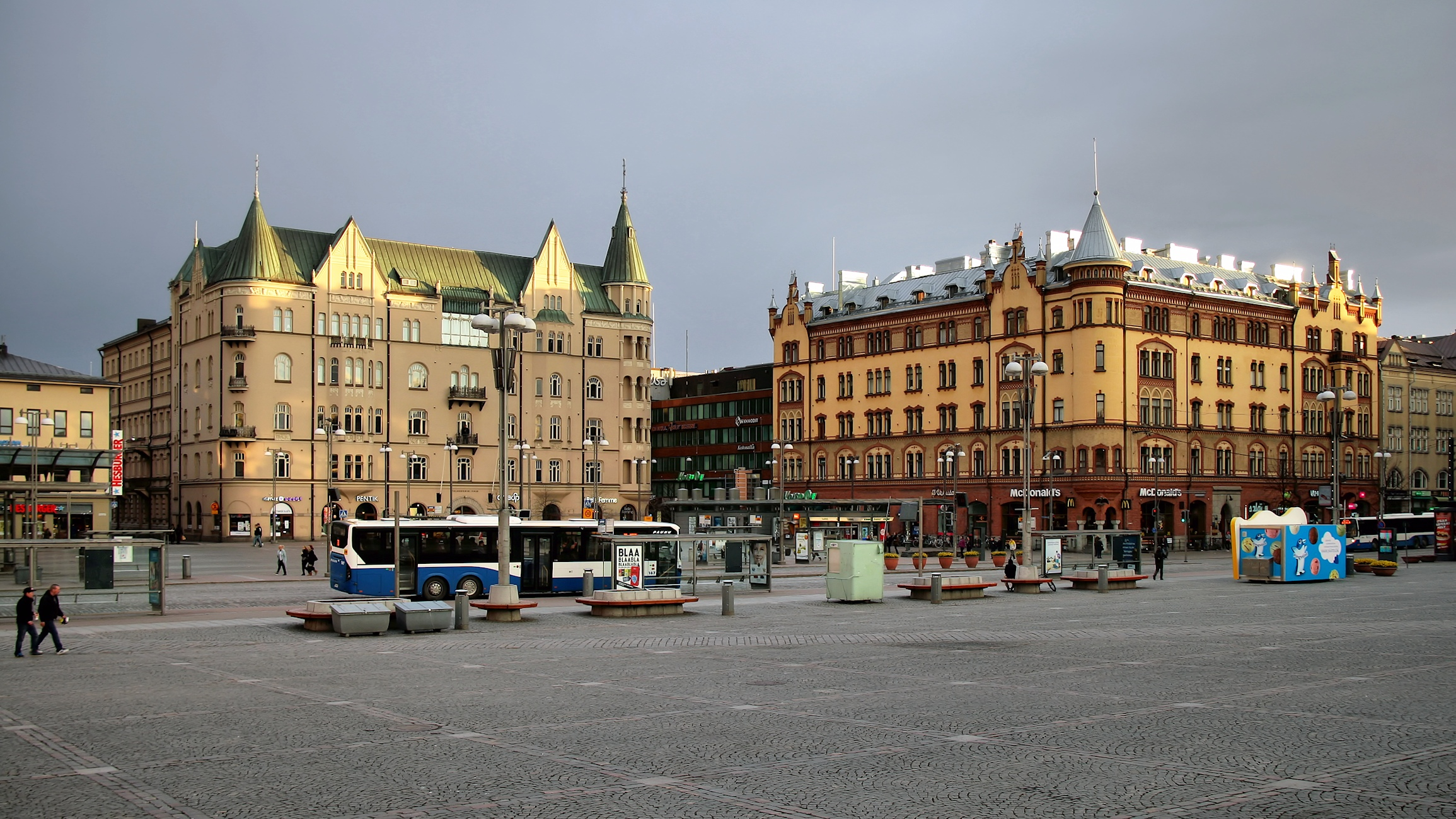
Centraltorget våren 2015.

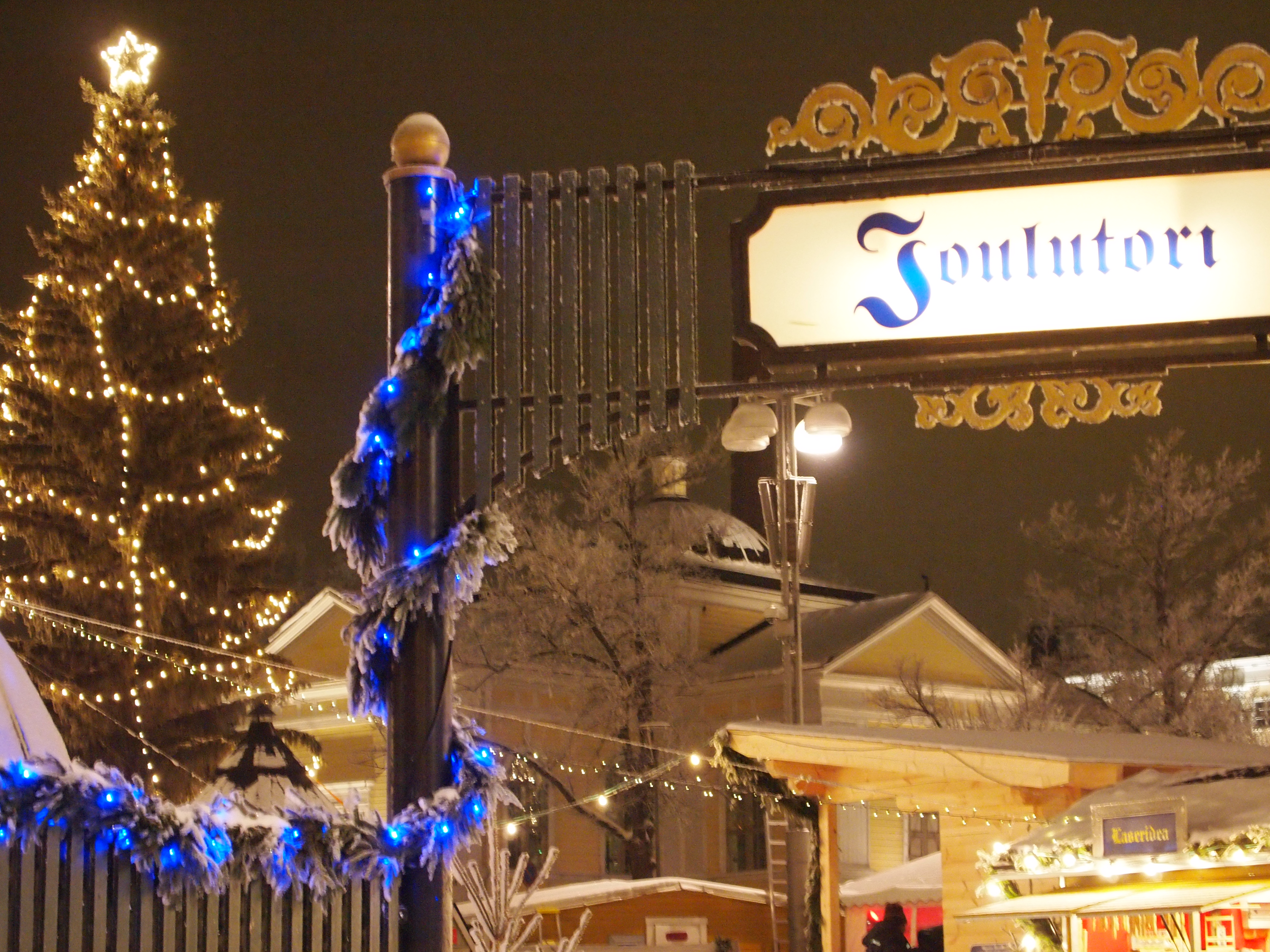
Varje år reser man en stor julgran på torget. Bilden är från 2010.

Centraltorget i Tammerfors är ett marknadsområde som ligger i centrala Tammerfors, längs Tavastgatan. Torget ligger på den västra stranden av Tammefors ström och omges av många viktiga byggnader i Tammerfors. Vid torget ligger till exempel Rådhuset, Gamla kyrkan och Tammerfors teater. Fram till 1936 kallade man torget för  Salutorget. Det är också en viktig evenemangsplats för konserter och politiska evenemang. Härifrån förgrenar sig också mycket av lokaltrafiken. 
I utkastet till stadsplan från 1822 kalladess torget för både Stortorget och Salutorget.  I brandförsäkringsbrev från 1830 kallades det också Kyrkotorget. Det nuvarande namnet togs i bruk vid en stor gatunamnsreform som genomfördes på 1930-talet. Det nya namnet motiverades med att kommersen inte längre skedde på samma sätt som tidigare. Därför skulle det namges endast utgående från sitt centrala läge.  I busstrafikens tidiga dagar på 1920-talet var Salutorget utgångspunkt för lokaltrafiken och busslinjerna till landsbygden och andra städer. 1929 användes torget endast av lokalbussarna då fjärrlinjerna flyttade till två separata busstationer, i väntan på den nya busstationen, som stod klar 1938.  

## Byggnadsverk vid Centraltorget

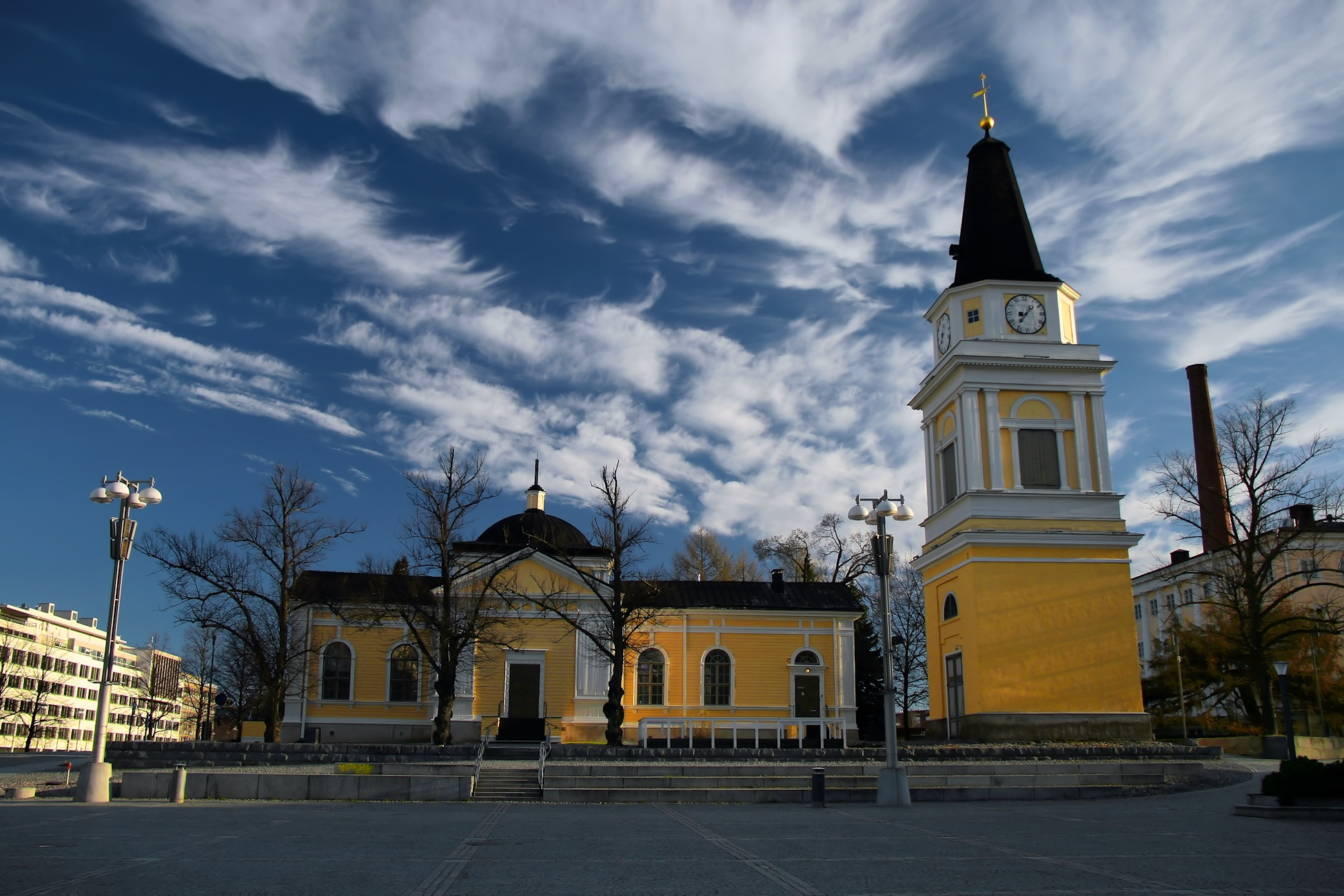
Gamla kyrkan och rådhuset
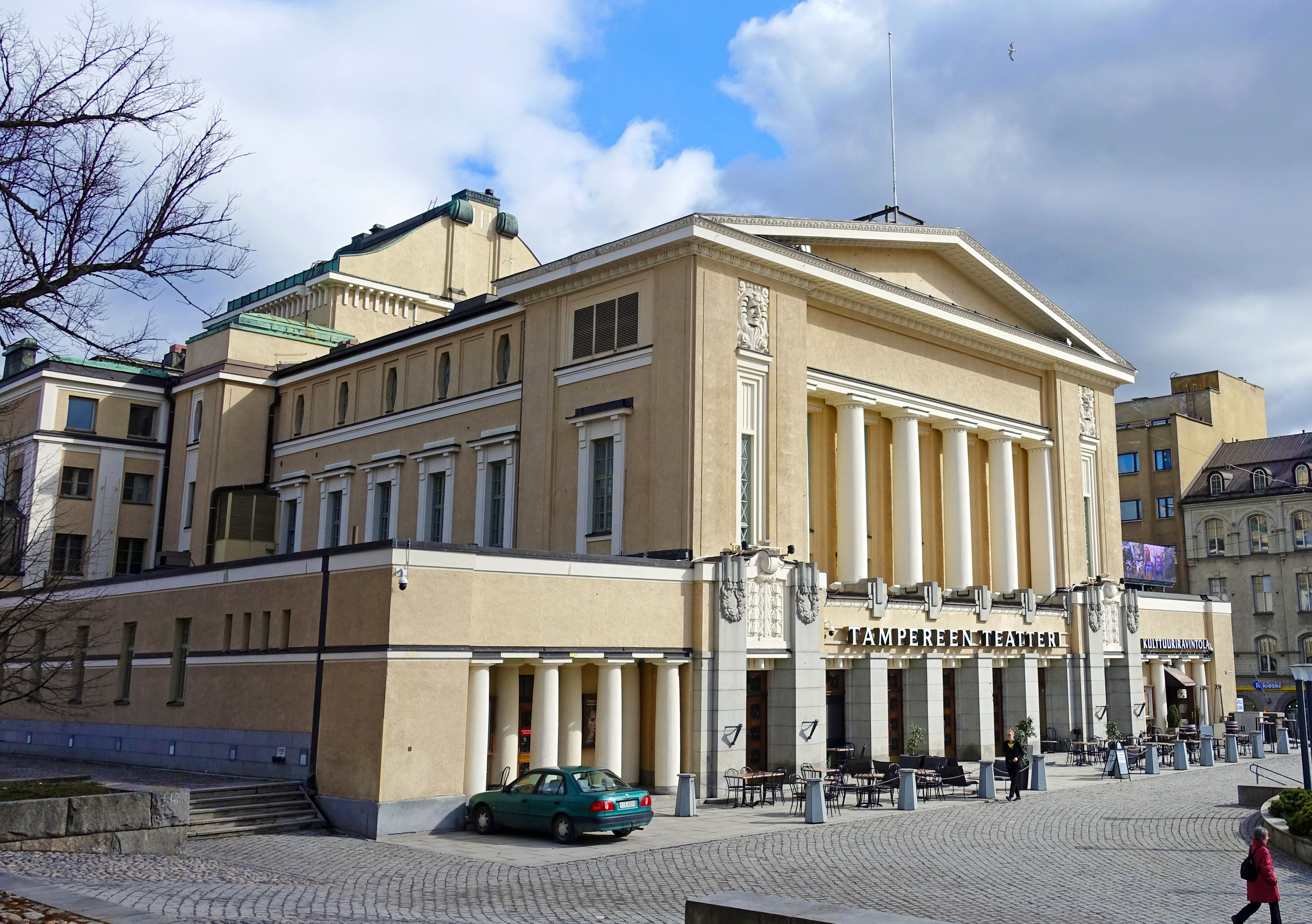
Tammerfors teater
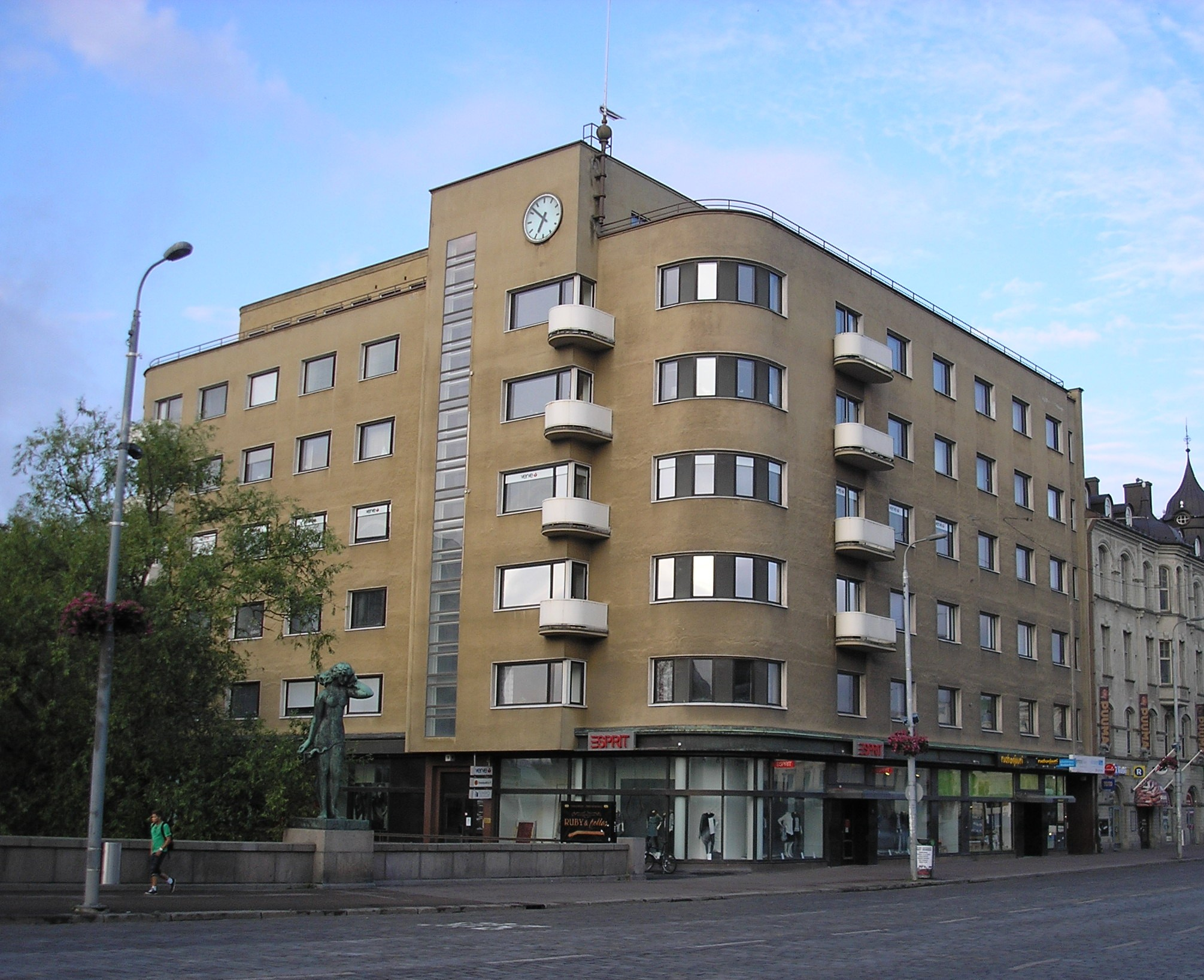
Tempos hus
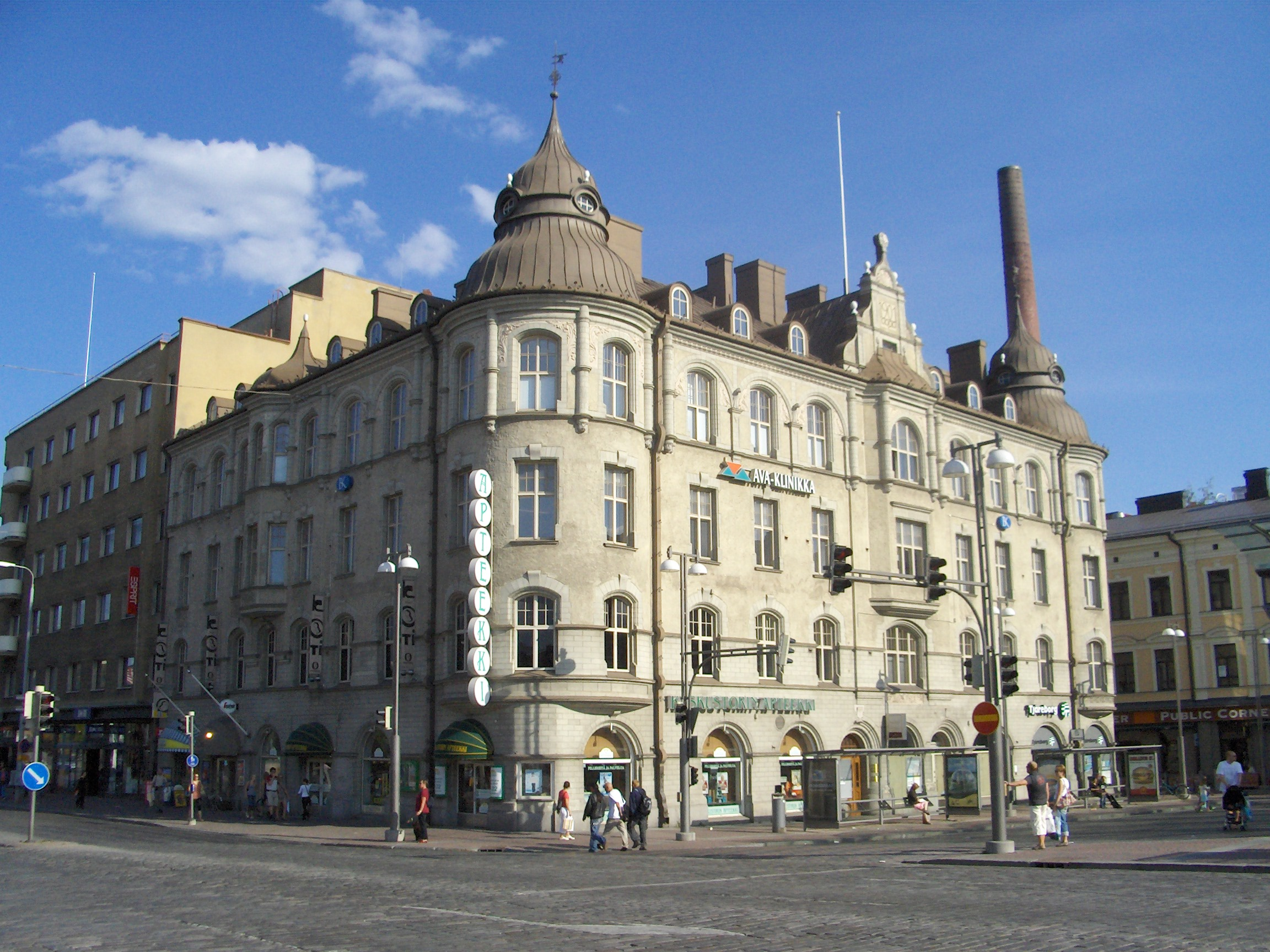
Sumeliuska gården
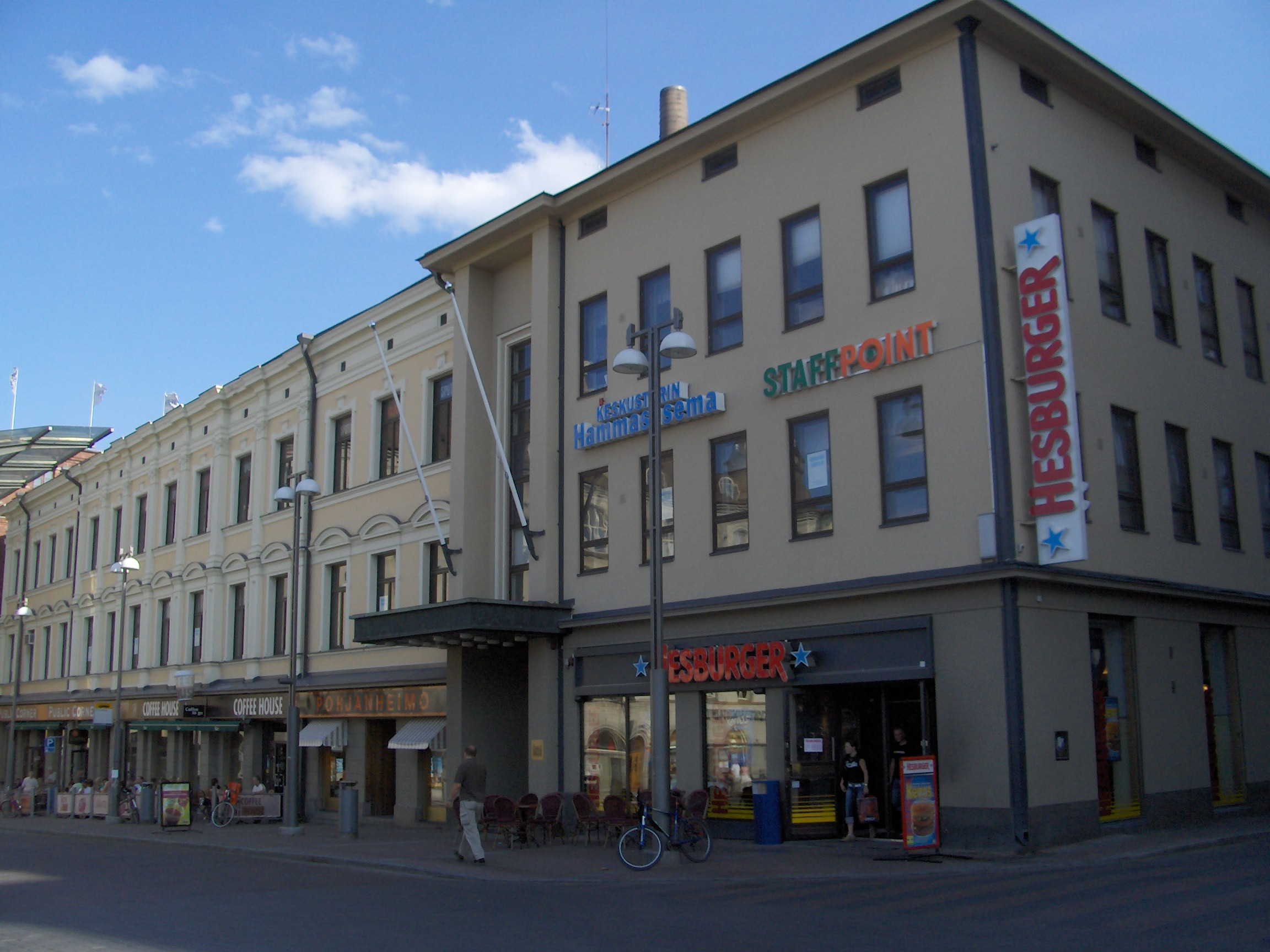
Selinska gården
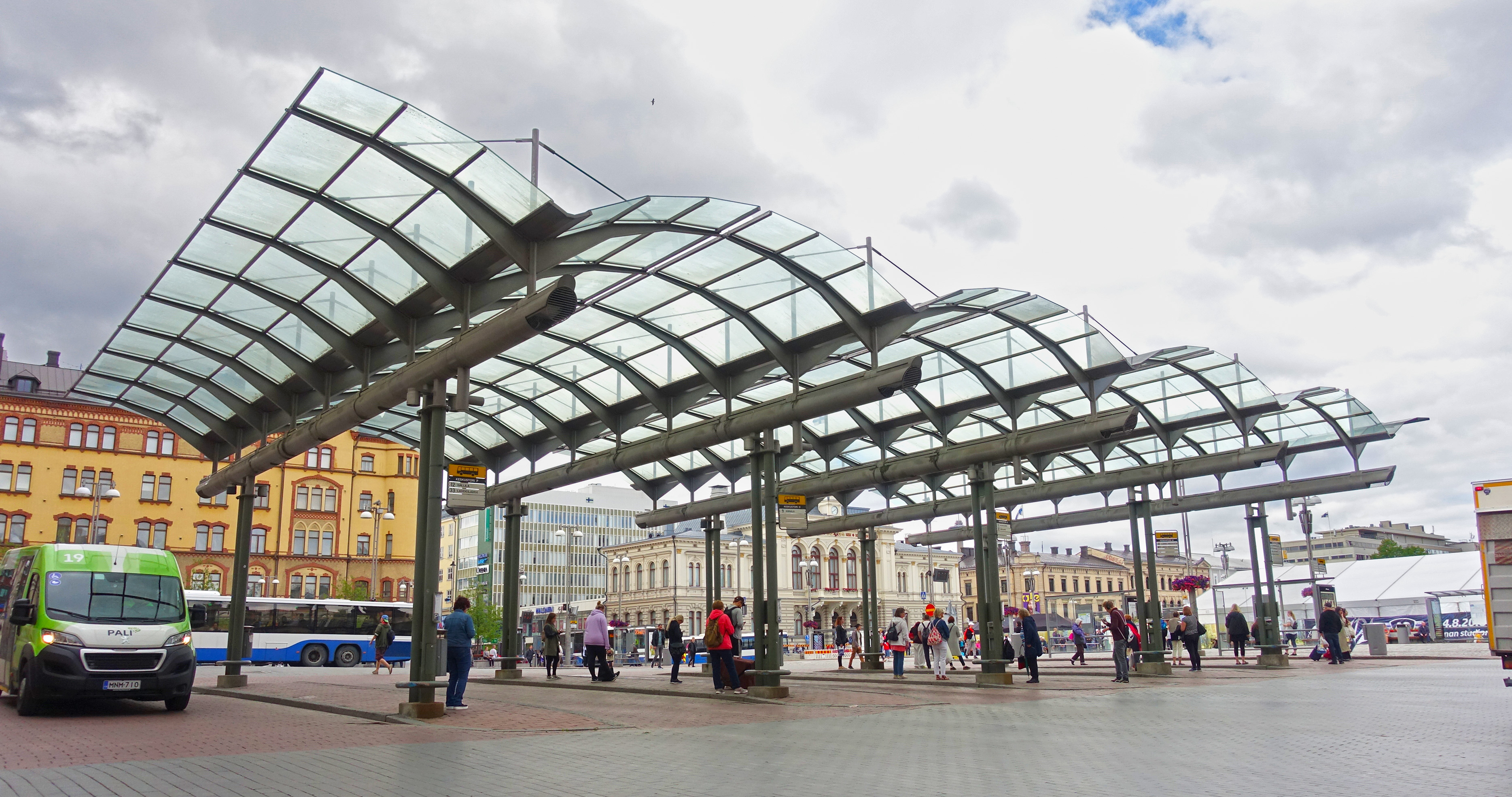
Bussterminalen
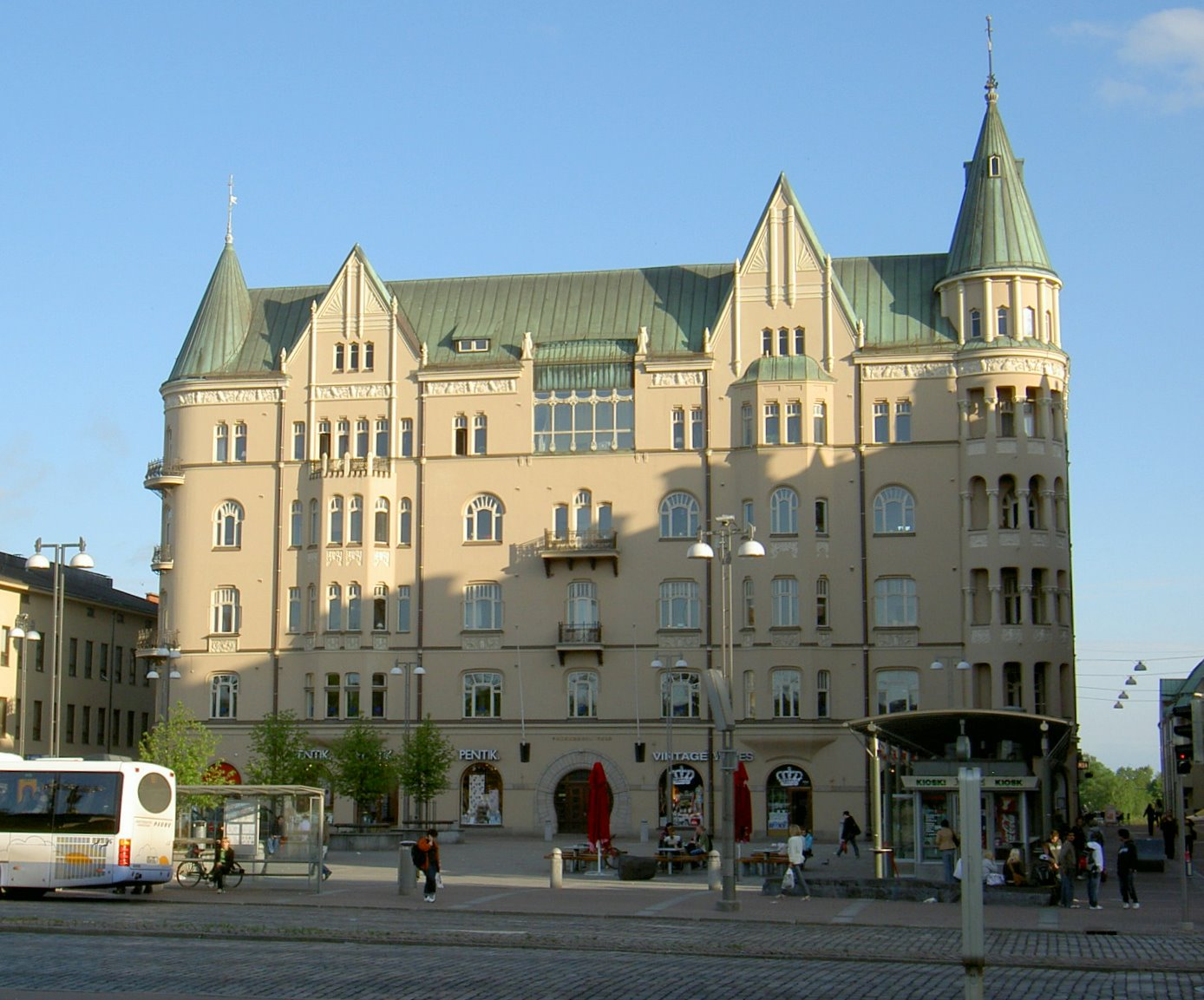
Palanderska gården
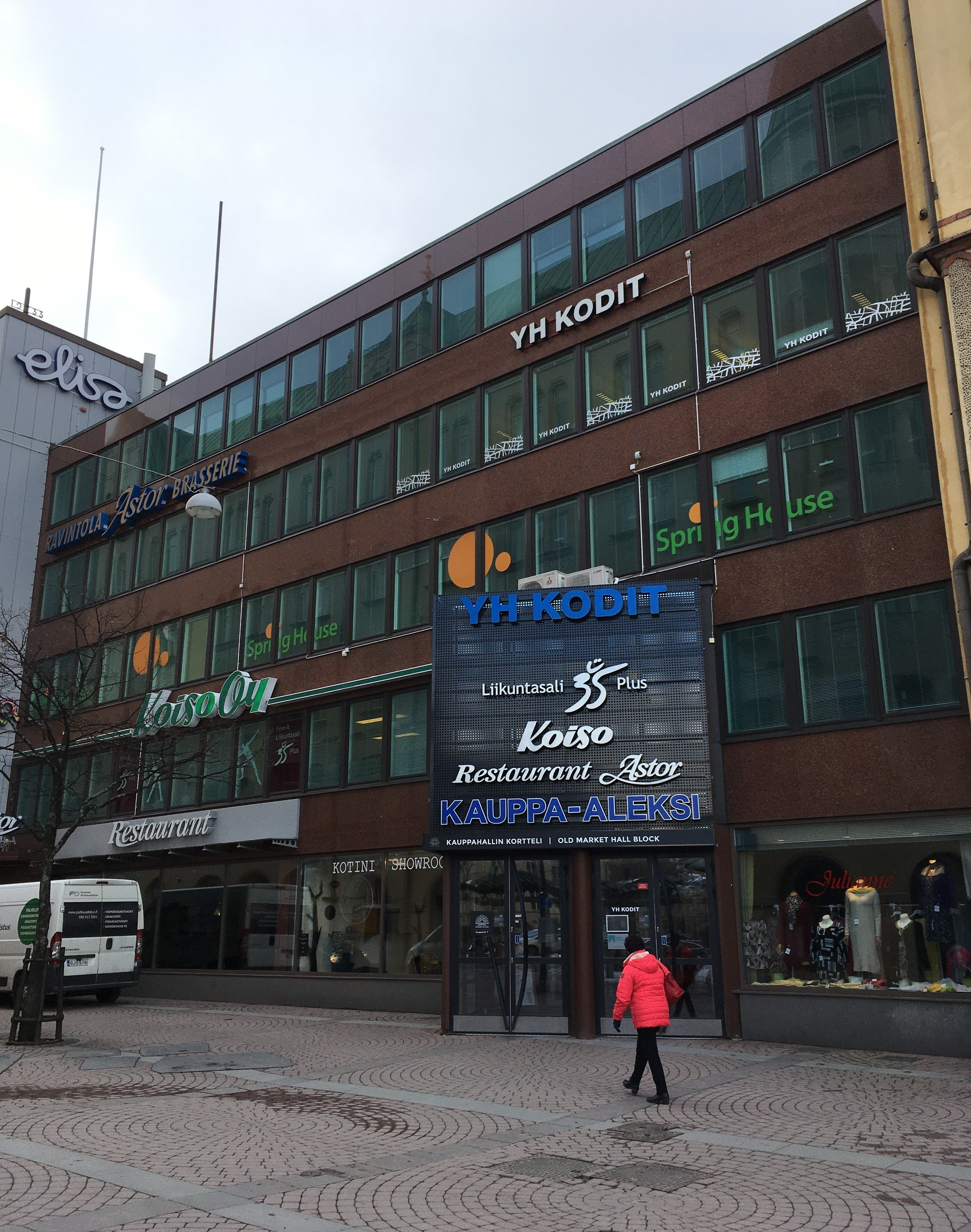
Arbetarsparbankens hus
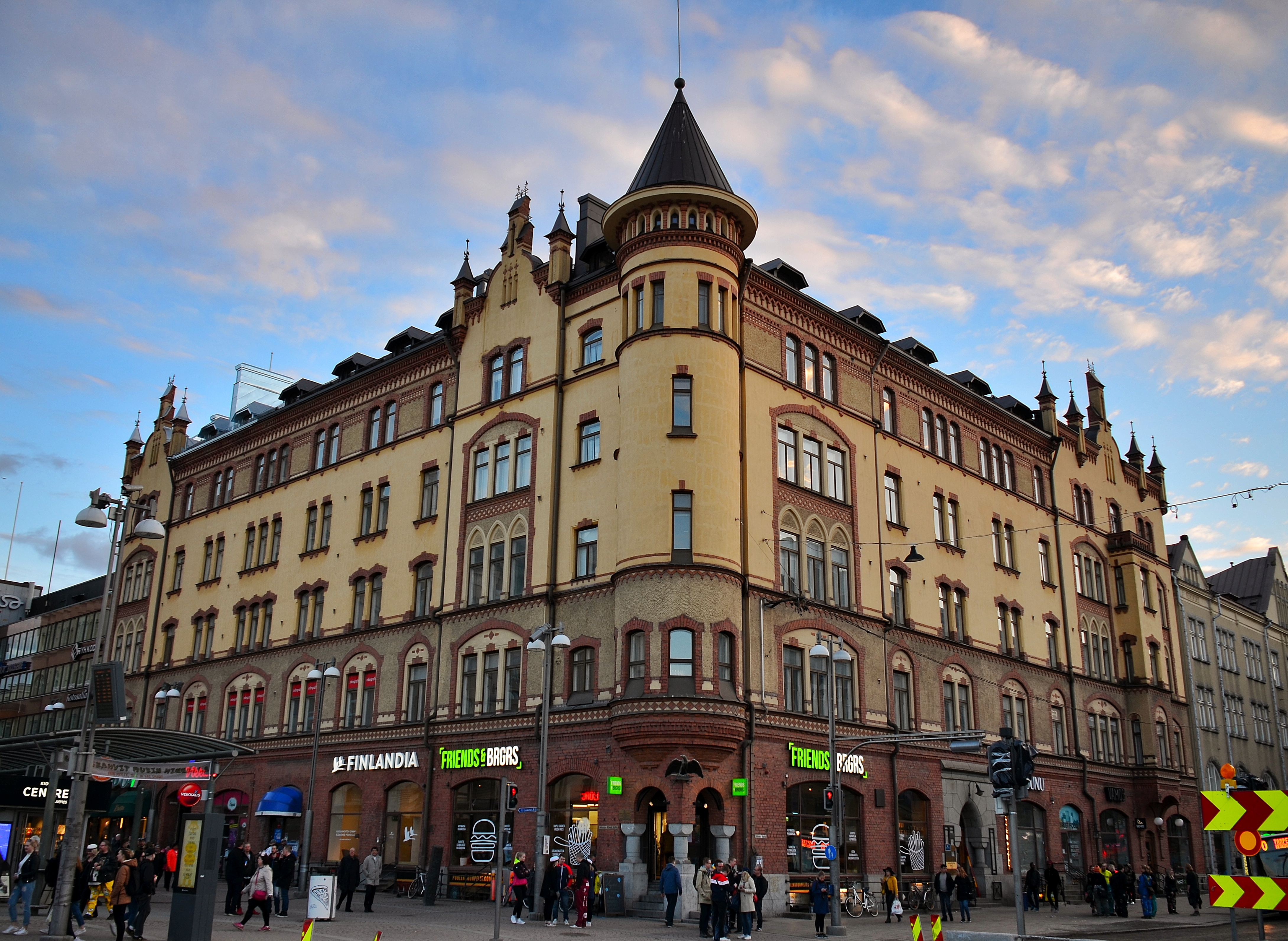
Commersehuset, Tammerfors
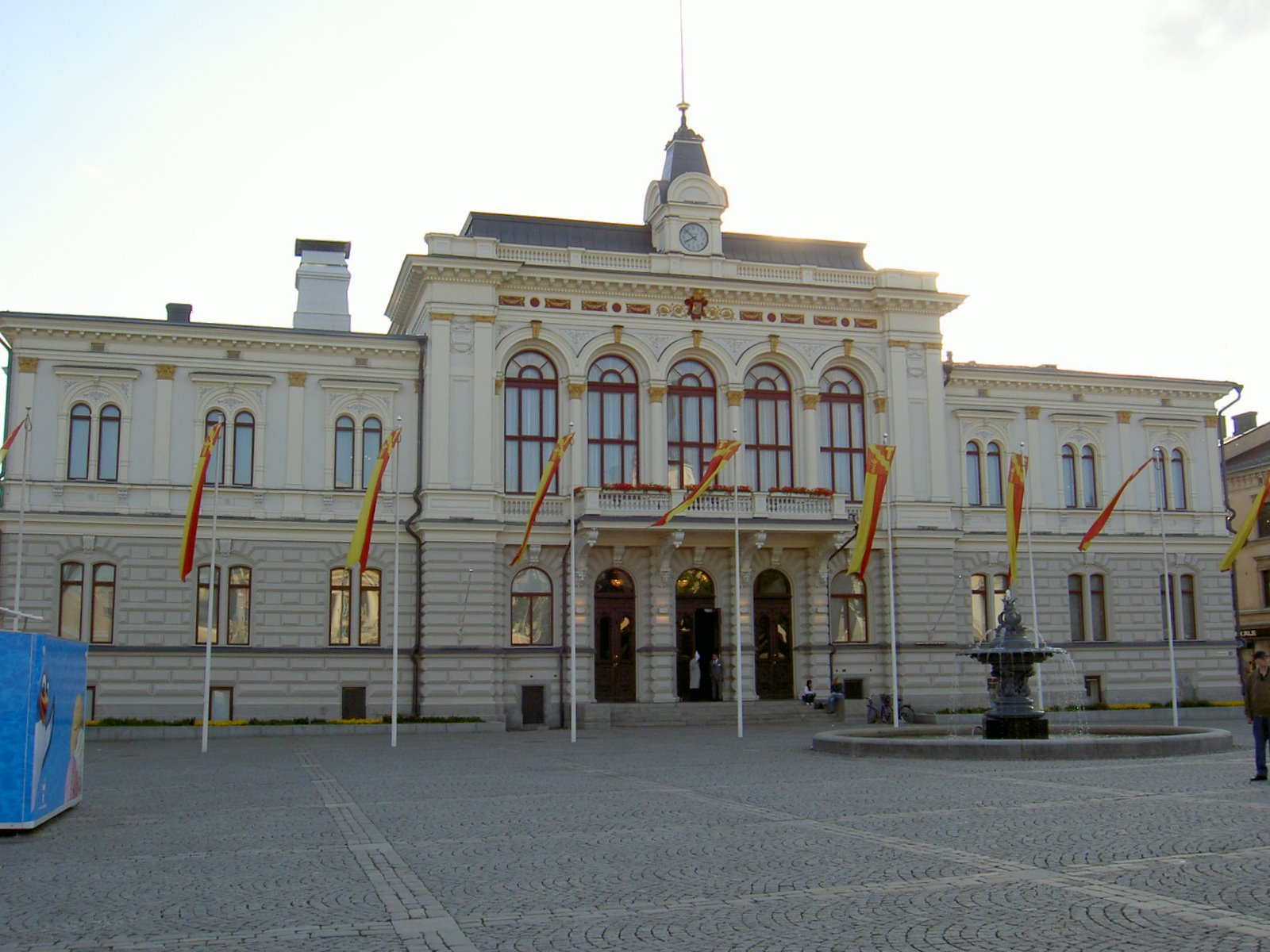
Rådhuset
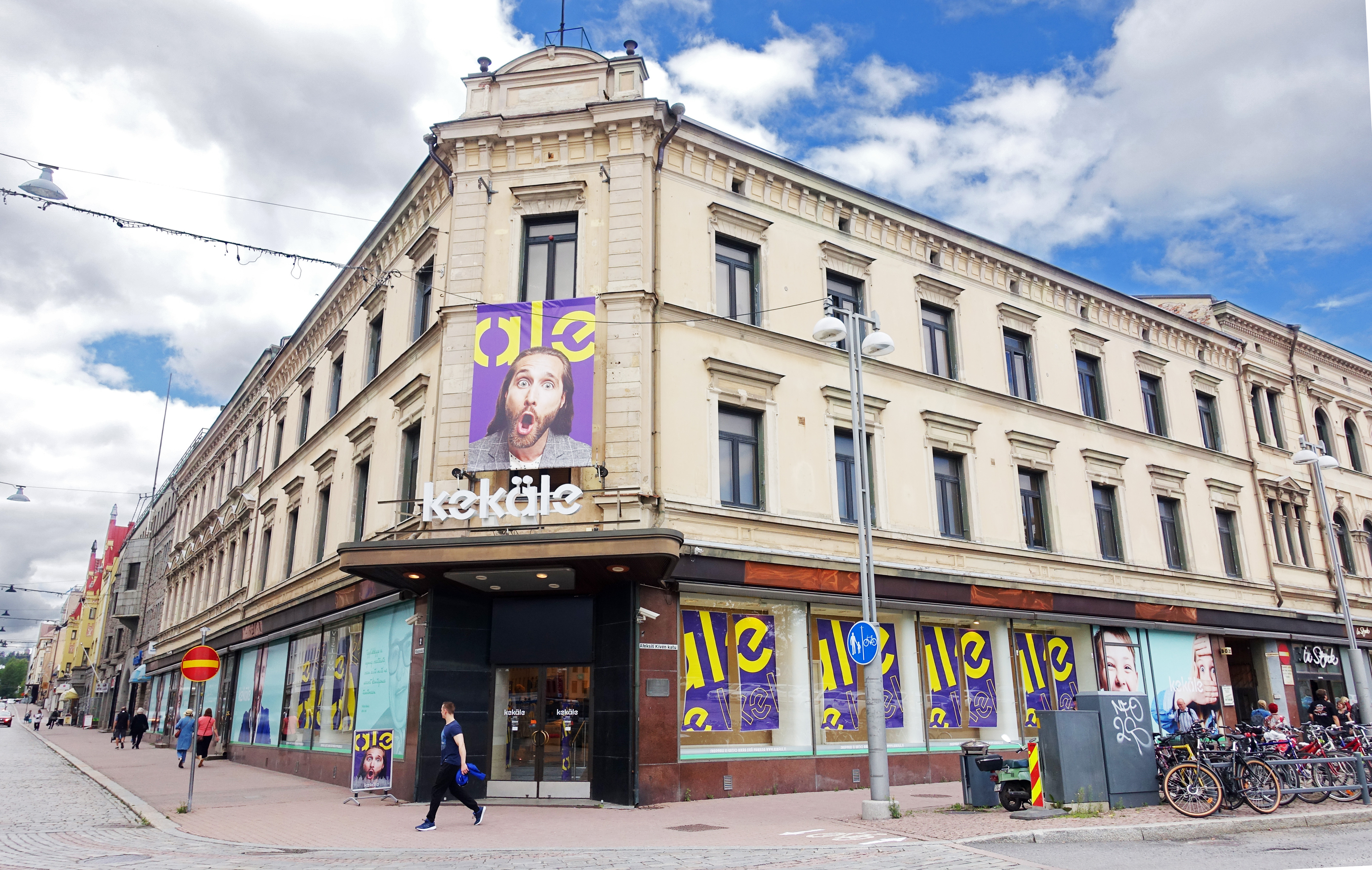
Sandbergska gården
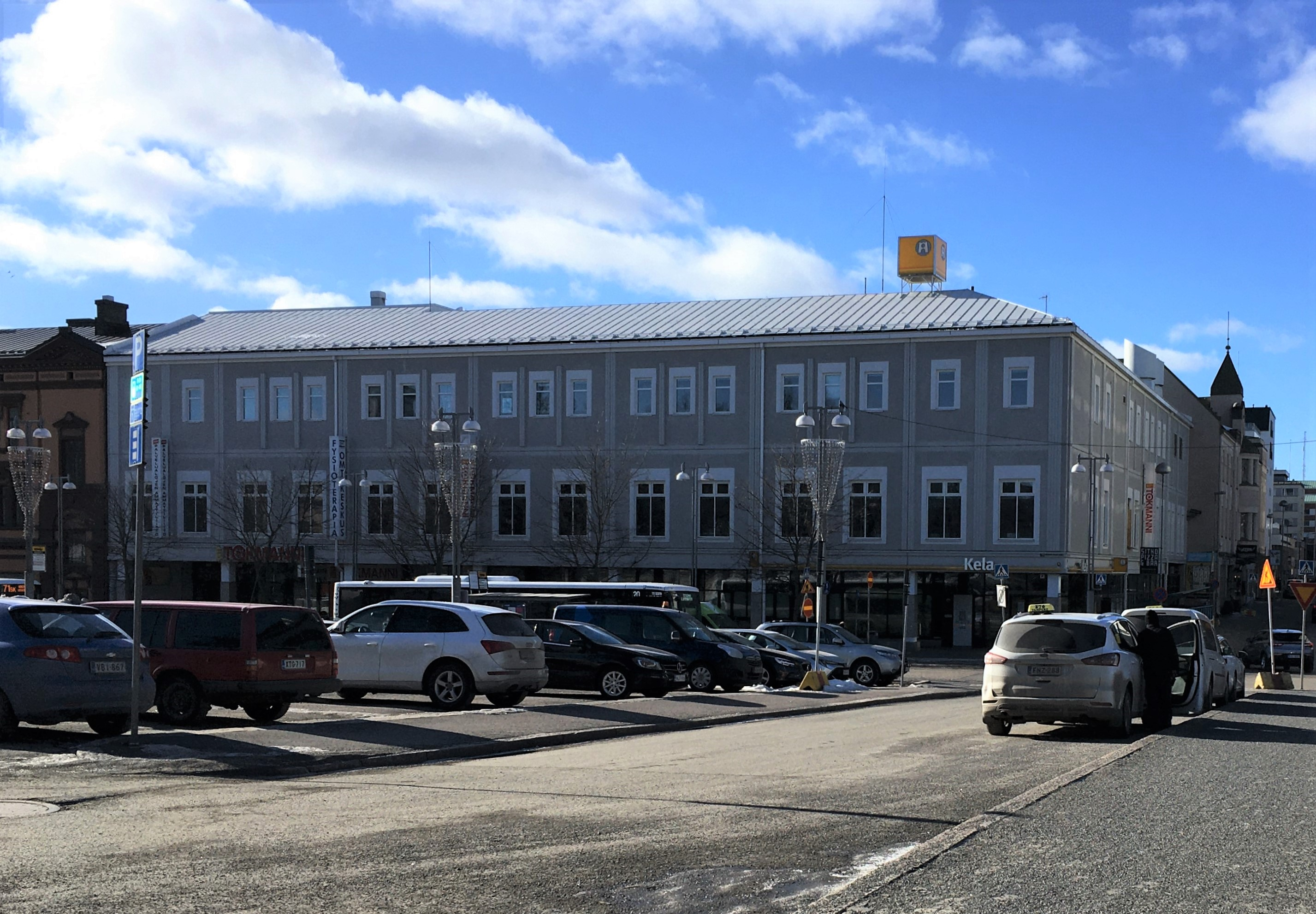
FPA huset
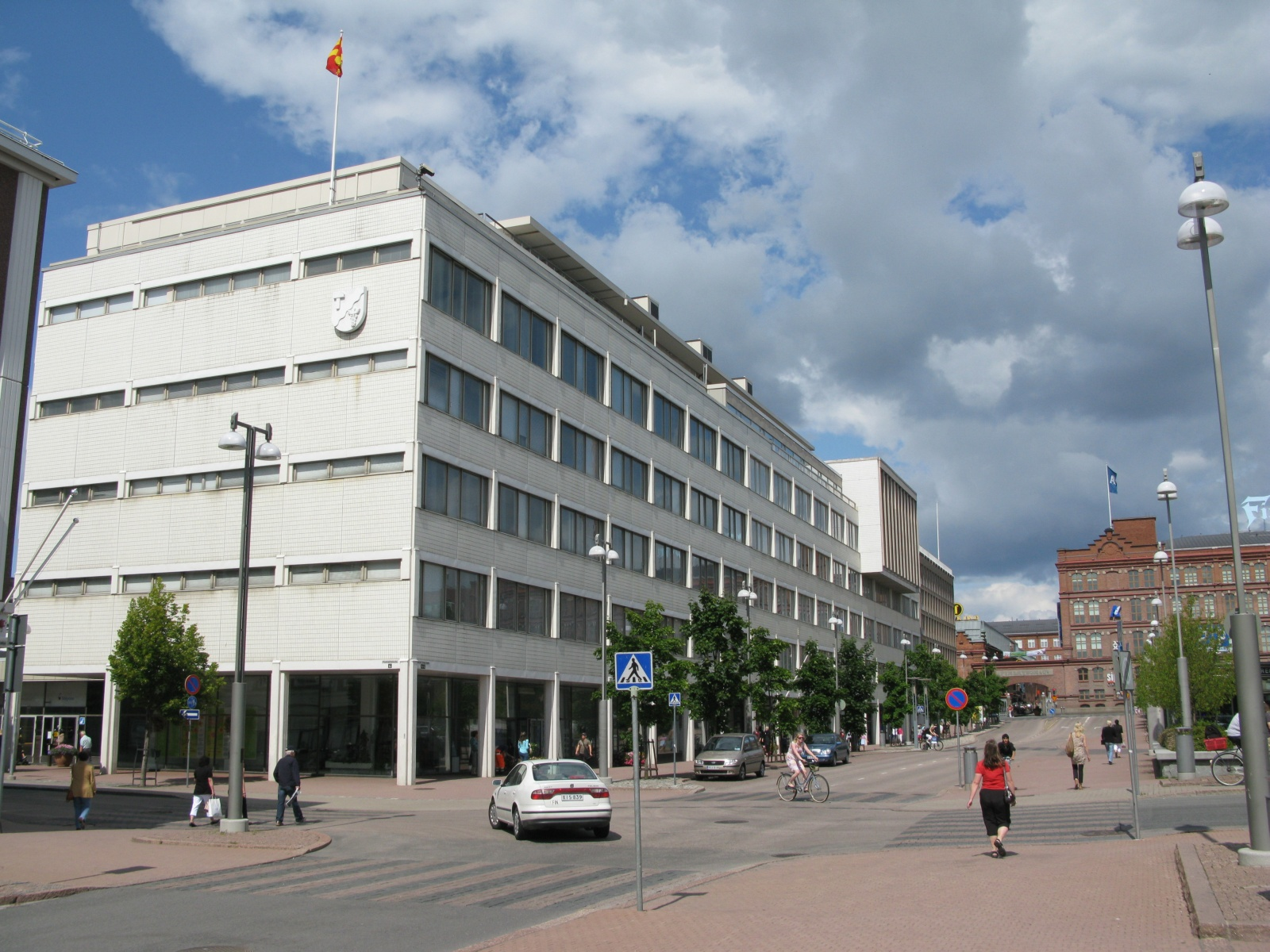
Ämbetsverkshuset
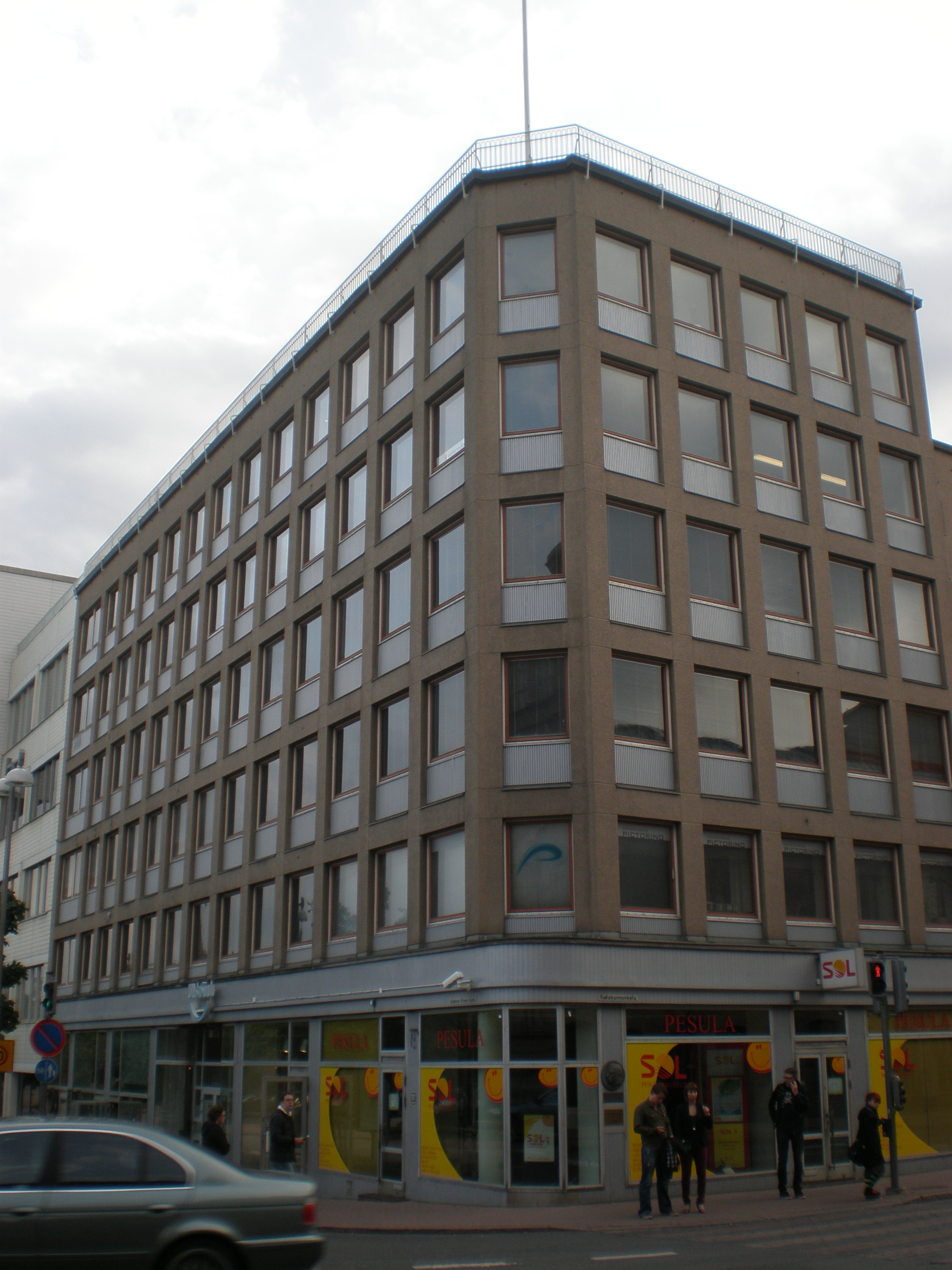
Textilhuset
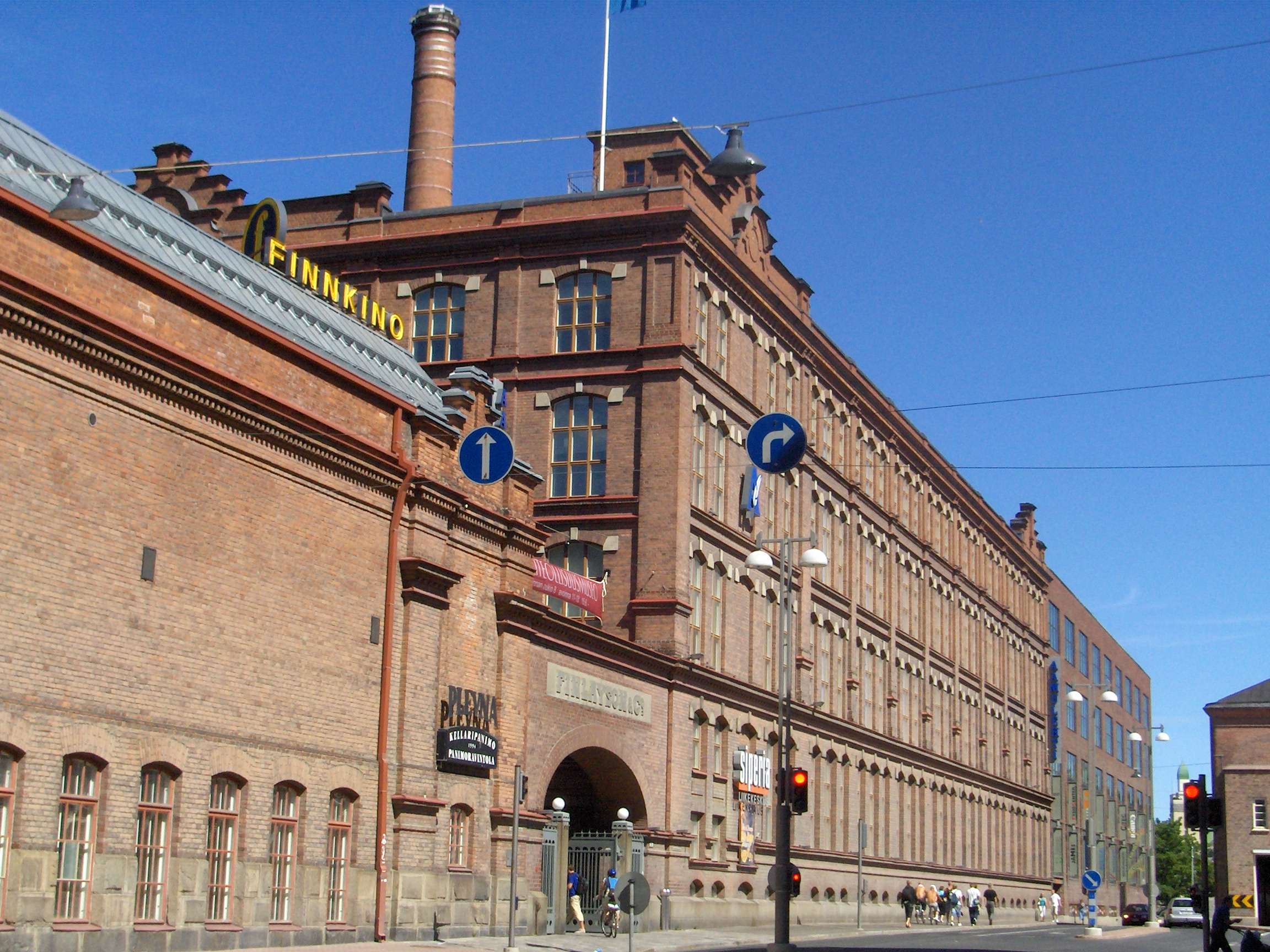
Finlaysons fabriksbyggnader
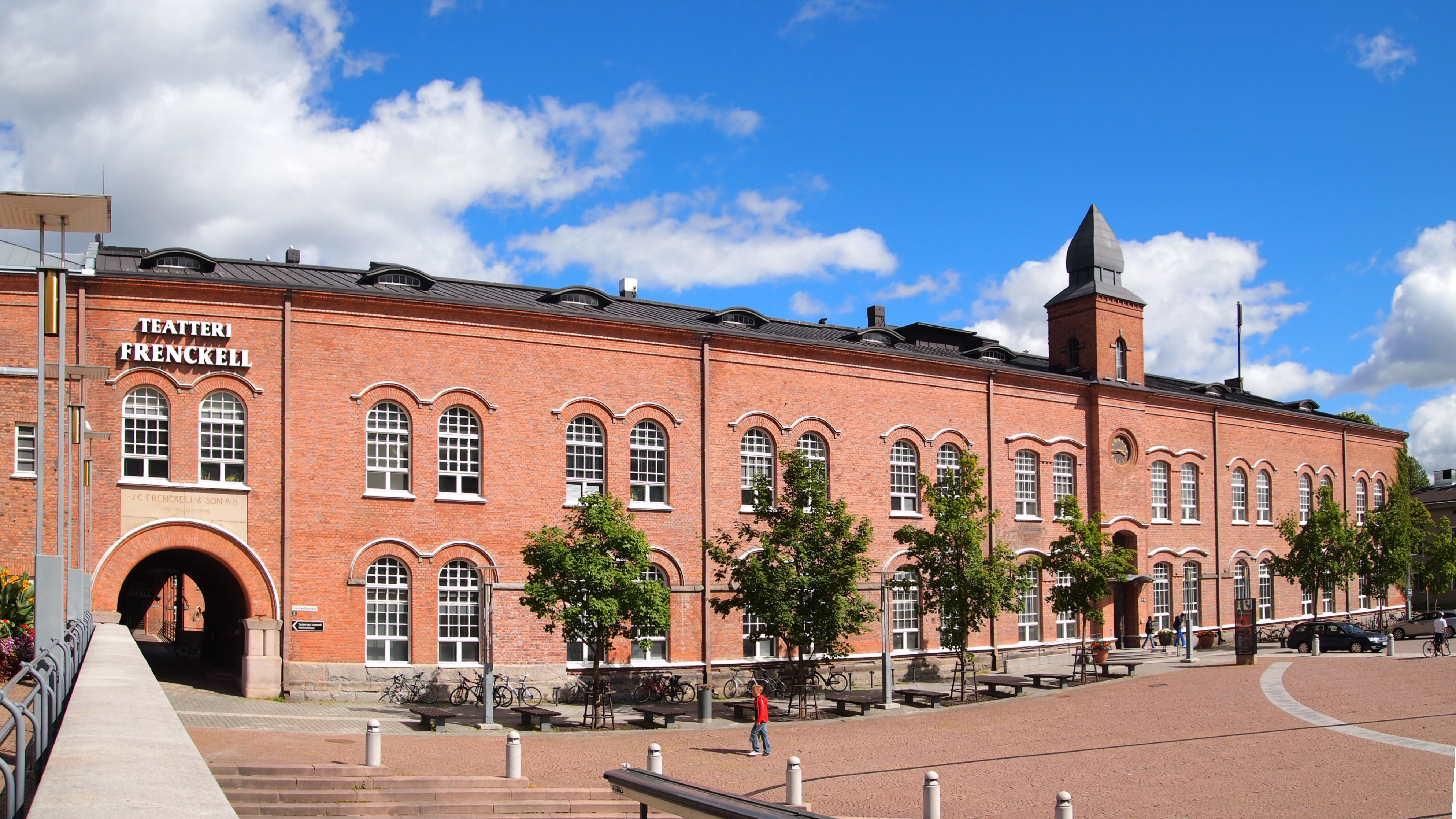
Frenckells fabriksbyggnader
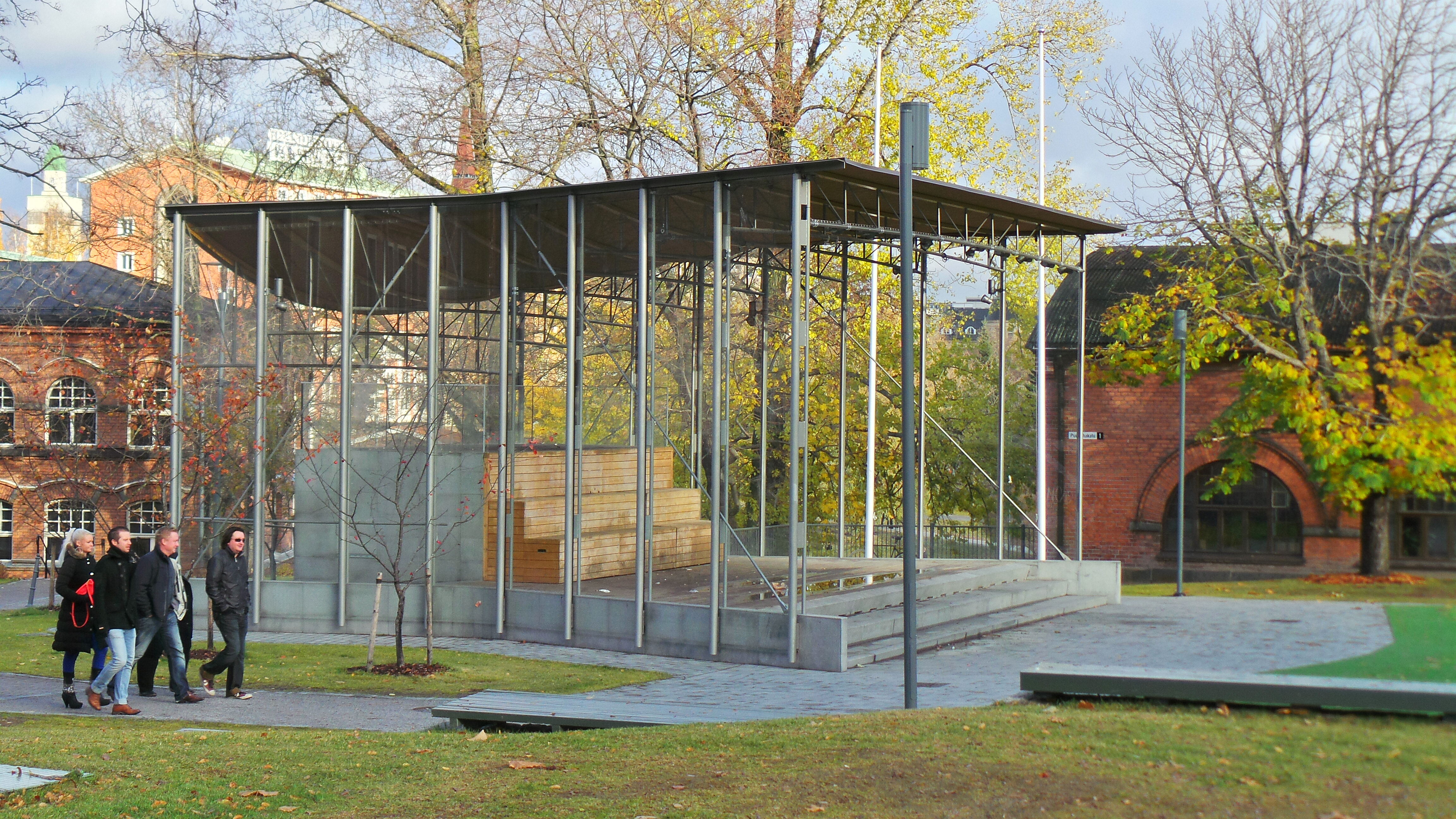
Laikunlava
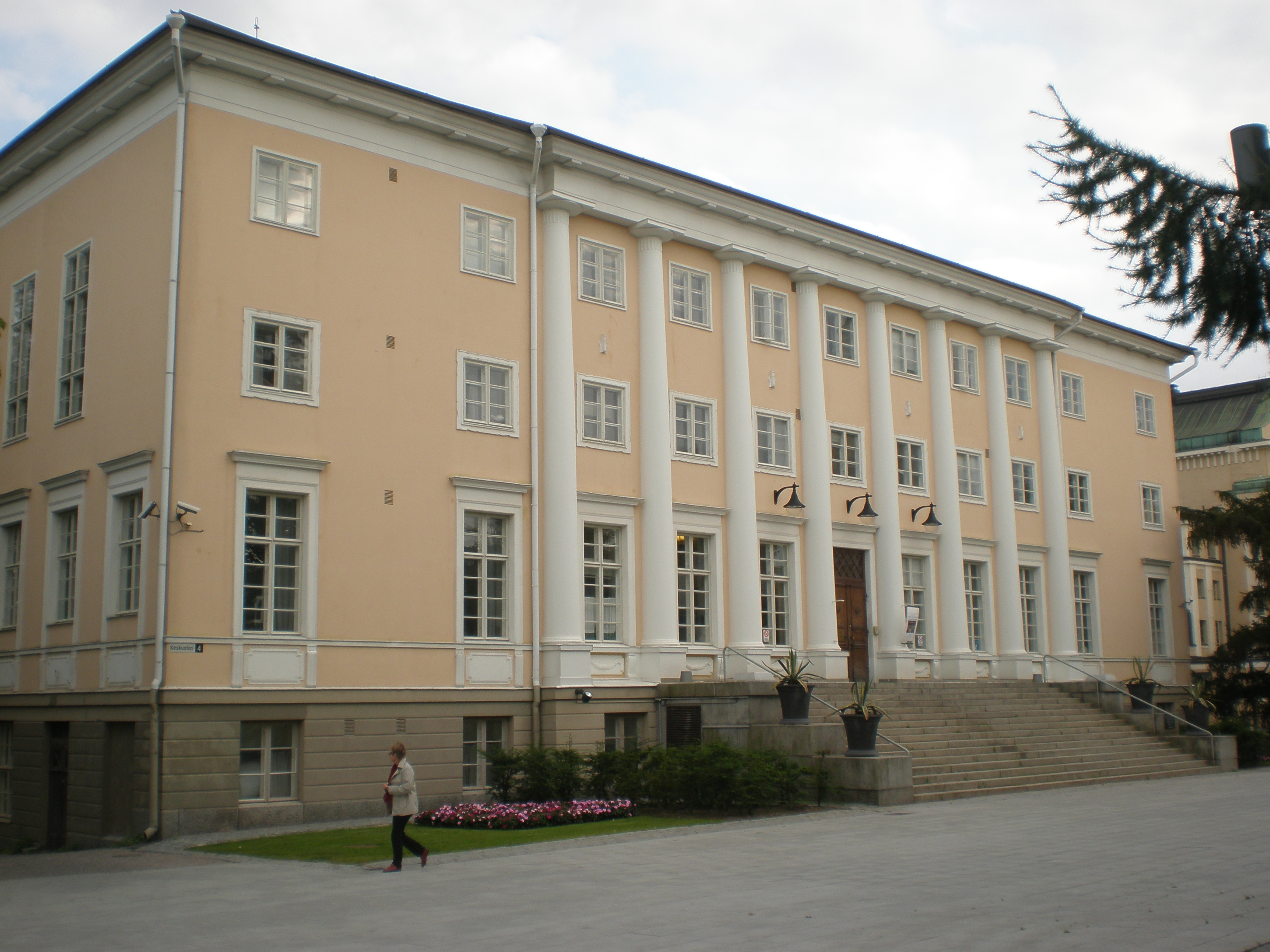
Kulturhuset Laikku